# Поцей, Александр Михаил
Александр Михаил Поцей (пол. Aleksander Michał Pociej; 1774, Великое княжество Литовское — 13 июня 1846, Российская империя) — последний обозный великий литовский (1793—1795), польский патриотический активист.

## Биография
Представитель литовского дворянского рода Поцеев герба «Вага». Единственный сын стражника великого литовского Леонарда Поцея (ок. 1730—1774), и Марии Александры Радзвилл. В детстве находился под опекой своей деда Альбрехта Радзвилла и отчима Михаила Антония Грановского, писаря великого коронного и секретаря великого коронного.
Получил от короля Речи Посполитой Станислава Августа Понятовского Орден Святого Станислава (точная дата неизвестна) и Орден Белого орла (21 ноября 1793 или 4 января 1795 года).
До 18 февраля 1794 года Александр Михаил Поцей был назначен обозным великим литовским. 29 июня он прибыл в Вильно, где был одним из адъютантом Якуба Ясинского. Он был тяжело ранен 4 ноября в ходе обороны Праги. Это было отмечено Адамом Мицкевичем в Книге VI Пана Тадеуша, где упоминалось, что граф Поцей после восстания Костюшко вернулся в Литву и поддержал поляков, направляющихся в эмиграцию и Польские легионы в Италии. Известно также, что ещё ранее Александр Поцей передал на нужды восстания существенную сумму 20 тыс. злотых. За своё участие в восстании Александр Михаил Поцей поплатился конфискацией родовых владений российскими властями, которые, однако, через некоторое время были переданы под контроль Людвику Тышкевичу и Михаилу Грановскому, которые должны были отвечать за дальнейшее поведение Поцея.
В 1802 году Александр Михаил Поцей участвовал в поздравлении российского императора Александра Павловича в Вильно. В последующие годы он финансировал стипендии для студентов Вильнюсского университета и участвовал в подготовке восстания в Литве. После вторжения наполеоновской армии он стал членом комитета по организации литовской армии, на которую он снова делал пожертвования. После поражения Наполеона в России он временно оказался в Кракове (1813), но уже летом 1815 года он председательствовал в так называемой Радзивилловской комиссии, назначенной для решения вопросов наследования после смерти князя Доминика Радзивилла.
В декабре 1817 году Александр Михаил Поцей был делегатом троцкого повята на сеймик Виленской губернии, но, вероятно, участия в нём не принял. Однако в письменном виде он подал запрос на организацию вклада, чтобы доставить тело Костюшко в Вильно и установить там ему памятник. Он был одним из основателей Виленского типографского общества (1818—1822), но здесь он не проявлял особой активности.
Летом 1821 года через Михаила Рёмера граф Поцей был принят в Патриотическое общество. За принадлежность к этой последней организации был заключен в тюрьму в 1826/1827 году, а затем до марта 1830 года находился под наблюдением полиции.
Значительное состояние графа Поцея, состояло как из имений, унаследованных от отца, так и приданого жены, было серьёзно истощено из-за благотворительности обозного и российским секвестром во время восстания Костюшко. Конфискация после Ноябрьского восстания 1830—1831 годов нанесла последний удар по судьбе семьи.

## Семья
Супруга с 12 июля 1796 года Анна Коженёвская (1770 — 12 мая 1815), дочь чашника пинского Каетана Коженёвского. У супругов было двое детей:
- Теодор Поцей (1798—1852), участник Ноябрьского восстания 1830—1831 годов, член эмиграции, умер в нищете в Париже. Последний представитель магнатской линии рода Поцей.
- Идалия Поцей (1800—1839), супруг — полковник Адам Леон Людвик Солтан (1792—1863).